# Naijok Fossae
Le Naijok Fossae sono una struttura geologica della superficie di Venere.